# Mirów Slot
Mirów Slot er ruinen af et polsk slot i landsbyen Mirów i Województwo śląskie (Schlesien). Slottet stammer fra det 14. århundrede og havde flere ejere, indtil det i 1787 blev forladt for stedse. 
50°36′53″N 19°28′30″Ø / 50.61472°N 19.47500°Ø